# Адјуванс
Адјуванс (од латинске речи adjuvare што значи „помоћи”) је помоћно медицинско средство, споредни лек чије је дејство слабије од основног лек. У имунологији, адјуванс је супстанца која повећава или модулира имуни одговор на вакцину,

## Историја
Сам термин адјуванс који потиче од латинске речи adjuvare што значи „помоћи” први пут га је употребио француски ветеринар Гастон Рамон, који је дефинисао адјуванс као „супстанцу која примењена у комбинацији са специфичним антигеном индукује јачи имунски одговор него сам антиген”. Он је уочио да је ниво антитела на тетанус и дифтерију био виши код коња код којих је на месту инјектовања инактивисаног токсина индукован апсцес. Развој апсцеса Рамон је постигао инјектовањем скроба или мрвица хлеба, и тиме је потврђена хипотеза да супстанце које индукују развој локалне инфламације на месту инјектовања антигена доприносе повећаној продукцији антитела.
Скоро у исто време, 1926. године, Гленy са сарадницама открио је адјувантни ефекат соли алуминијума, који је као адјуванс први пут употребљен у хуманим вакцинама 1932. године. Од тада се соли алуминијума сматрају једним од најзначајних адјуванаса који су до сада развијени.

### Фазе у развоју адјуванаса
Са историјског аспекта, могу се раздвојити четири раздобља у развоју адјуванаса: 
Прво раздобље
Прво раздобље, обухвата период између 1920. и 1940. године, и сматра се иницијалним за развој адјуванаса за вакцине са бактеријским токсоидима. 
Друго раздобље
Друго раздобље, које обухвата период између 1940. и 1970. године, карактерише шира употреба уља и алуминијума као адјуванаса. 
Треће раздобље
Ово раздобље обухвата период између 1970. и 1990. године и карактерише се развојем синтетских адјуванаса и депо система.
Четврто раздобље
Ово раздобље, које обухвата период од 1990. године до данас, карактерише рационални дизајн адјуванаса који активирају урођени имунски систем. У овом раздобљу када су почетком 1990-их година регистроване вакцине, првенствено намењене за примену код животиња, користе се и нови адјуванси, који припадају различитим класама једињења као што су:
- минералне соли,
- продукти микроорганизама,
- емулзије,
- сапонини,
- цитокини,
- полимери,
- микрочестице и
- липозоми.[7][8]

## Улога адјуванса у вакцинама
У раним данима производње вакцине, првобитно се претпостављало да су значајне варијације у ефикасности различитих серија исте вакцине биле последица контаминације реакционих посуда. Међутим, убрзо је откривено да је пажљивије чишћење реакционих посуда смањило ефикасност вакцина и да су неки загађивачи корисни јер су заправо појачали имуни одговор. Адјуванси се примењу у вакцинама више од 90 година, а додају се да би се повећала имуногеност антигена који имају низак имуностимулаторни потенцијал. У вакцинама за примену код људи, најдуже се као адјуванси користе соли алуминијума, али је последњих деценија започела примена неколико нових адјуванаса у саставу вакцина које су одобрене за примену.
Додавање адјуванса вакцинама има за циљ да брже и јаче индукује заштитни имунски одговор као и да смањи количину антигена и број имунизација потребних да се постигне ефикасан имунски одговор.
Избор адјуванса који ће бити адекватан у формулацији одређене вакцине зависи од бројних параметара, као што су физичке и хемијске карактеристике антигена, тип имунског одговора који се жели постићи имунизацијом, старост циљне популације и пут примене вакцине.

## Опште информације
Адјуванси у имунологији се често користе да модификују или појачају ефекте вакцине, стимулишући имуни систем да снажније реагује на вакцину, чиме се обезбеђује већи имунитет на одређену болест. Адјуванси постижу овај задатак опонашањем специфичних скупова еволуцијски очуваних молекула, такозваних молекуларних образаца повезаних са патогеном, који укључују липозоме, липополисахариде, молекуларне кавезе за антигене, компоненте зидова бактеријских ћелија и језгре ендоцитозне киселине (као што су дволанчана РНК, једноланчана ДНК и ДНК која садржи неметиловане ЦпГ динуклеотиде).  
Пошто су имуни системи еволуирали да препознају ове специфичне антигене делове, присуство адјуванса заједно са вакцином може у великој мери повећати урођени имуни одговор на антиген повећањем активности дендритских ћелија, лимфоцита и макрофага, опонашајући природну инфекцију.
Неке болести узроковане одговором имуног система на спољне агенсе, као што је поллиноза, појачане су присуством адјуванса који су природно повезани са алергеном. На пример, у случају бактерија које су распршене кроз ваздух везане за поленова зрна и које имају способност да стимулишу сензибилизацију организма. Полен артемизије, Божјег дрвцета, рутквице, абрашице (Artemisia abrotanum) је главни вектор ендотоксина у ваздуху. Ово су природни адјуванси за полинозу. Само полен са високим садржајем бактерија изазива имунолошку сензибилизацију.

## Врсте адјуванаса
Неорганска једињења: калијум алуминијум, алуминијум хидроксид, алуминијум фосфат, калцијум фосфат 
- Уља: парафинско уље,  прополис (само у претклиничким студијама),  помоћно средство 65 (на бази уља од кикирикија .  помоћно средство 65 је тестирано у вакцинама против грипа 1970-их, али никада није комерцијализовано.[14]
- Бактеријски производи: убијене бактерије врсте  Bordetella pertussis, Mycobacterium bovis, токсоиди.[15]
- Биљни сапонини из породице Quillajaceae,  соја, Polygala senega
- Цитокини: ИЛ-1, ИЛ-2, ИЛ-12
- Комбинације: потпуни Фројндов адјуванс, непотпун Фројндов помоћник.[16]
- Остале органске супстанце: сквален.[15]

### Неоргански адјуванси

#### Алуминијумове соли
Постоји много адјуванса, од којих су неки неоргански, који имају потенцијал да повећају имуногеност .  је била прва алуминијумска со коришћена за ову сврху, али је скоро у потпуности замењена алуминијум хидроксидом и алуминијум фосфатом у комерцијалним вакцинама.  Алуминијумске соли су најчешће коришћени адјуванси у људским вакцинама. Његова помоћна активност описана је 1926. године.
Тачан механизам деловања соли алуминијума остаје нејасан, али су стечени неки увиди. Сматрало се да функционишу као системи за испоруку, стварајући резервоаре који заробљавају антигене на месту ињекције, омогућавајући споро ослобађање које је наставило да стимулише имуни систем.  Међутим, студије су показале да хируршко уклањање ових наслага није имало утицаја на величину ИгГ1 одговора.
Стипса може изазвати дендритске ћелије и друге имуне ћелије да луче интерлеукин-1 бета (ИЛ-1β), имунолошки сигнал који промовише производњу антитела. Стипса се лепи за плазма мембрану ћелије и преуређује одређене липиде у њој. Дендритске ћелије се покрећу, покупе антиген и крећу до лимфних чворова, где се вежу за помоћну Т ћелију .и вероватно изазивају имуни одговор. Други механизам зависи од тога да стипса убија имуне ћелије на месту ињекције, иако истраживачи нису сигурни како стипса убија ове ћелије. Нагађало се да умируће ћелије ослобађају ДНК која служи као имуни аларм. Неке студије су откриле да ДНК из умирућих ћелија узрокује да се дендритске ћелије чвршће приањају за помоћне Т ћелије, што на крају доводи до повећаног ослобађања антитела Б ћелијама. Без обзира на механизам, стипса није савршен адјуванс јер не функционише са свим антигенима (нпр. маларија и туберкулоза ). 

### Органски адјуванси
Фројндов комплетан адјуванс је раствор инактивиране  Mycobacterium tuberculosis у минералном уљу развијен 1930. године. Није довољно безбедан за људску употребу. Верзија без бактерија, која је само уље у води, позната је као некомплетан Фројндов адјуванс и помаже вакцинама да дуже ослобађају антигене. Упркос нежељеним ефектима, његова потенцијална корист довела је до неких клиничких испитивања.
Сквален је природно органско једињење које се користи у вакцинама за људе и животиње. Сквален је уље, састављено од атома угљеника и водоника, које производе биљке и присутно је у многим намирницама. Сквален такође производи јетра као прекурсор холестерола и присутан је у себуму .  МФ59 је емулзија уља у води сквален адјуванса који се користи у неким људским вакцинама. Више од 22 милиона доза вакцине која садржи сквален је примењено без забринутости за безбедност.
Екстракт поврћа QS-21 је липозом састављен од биљних сапонина из рода Quillaja saponaria.
Монофосфорил липид А (МПЛ), детоксификована верзија липополисахарида Салмонелла миннесота, ступа у интеракцију са ТЛР4 рецептором како би побољшао имуни одговор. Такође је део вакцине Схингрик.  